# Пећина у Горњој Јурковици
Пећина у Горњој Јурковици је пећина која се налази у Републици Српској. Налази се на сјевероисточним обронцима планине Козаре, у непосредној близини заселака Пећани, Ужари и Бабићи. Геолошки, овај терен је дио мањег карстног простора састављеног од тријаских кречњака и доломита, који леже преко метаморфних стијена.
Пећина је, највјероватније, више пута истраживана, што показују аустријски потписи са почетка двадесетог вијека у „Главном каналу” и полигоне тачке на зидовима канала у доњим нивоима. О овим спелеолошким истраживањима нема података. Систематска спелеолошка истраживања, у новије вријеме, предузели су спелеолози СД „Пионир” из Бање Луке 1998. године, када је пећина детаљно премјерена и нацртани план и профил. Улаз у пећину се налази на 220 метара апсолутне висине, изнад потока Сува ријека. Пећина се морфолошки састоји од три нивоа укупне дужине подземних канала 407 метара и дубине -23,5 метара. Најинтересантнији дио пећине је први хоризонт, „Главни канал”, који је дугачак 176 метара. По количини и разноврсности пећинског накита ово је најинтересантнији дио пећине. Канал карактерише масиван пећински накит, велики пећински стубови који су на појединим мјестима потпуно преградили главни канал. Уске канале трећег нивоа формирао је повремени водени ток који је највјероватније повезан са потоком који протиче испод пећинског улаза. 